# Takk...
Takk... (Gracias...) es el cuarto álbum de estudio del grupo musical de post-rock islandés Sigur Rós. Fue lanzado el 12 de septiembre de 2005.
Los primeros singles, Glósóli y Sæglópur, fueron lanzados el 15 y el 16 de agosto de 2005, respectivamente. El sencillo Hoppípolla fue lanzado en el Reino Unido el 28 de noviembre de 2005 y entró al UK Singles Chart en el puesto #35 el 4 de diciembre. Tras su relanzamiento en mayo de 2006, alcanzó el puesto #24.
En Estados Unidos, Takk... vendió cerca de 30.000 copias durante su primera semana tras el lanzamiento. El 7 de abril de 2006 el álbum fue certificado como disco de oro por la British Phonographic Industry tras registrar más de 100 000 copias compradas en el Reino Unido. En total, Takk... ha vendido más de 800.000 discos en todo el mundo.[cita requerida]
La BBC ha usado frecuentemente canciones de Takk... para sus programas. Hoppípolla fue utilizado como música de fondo para los tráileres de la aclamada serie documental Planeta Tierra. 
El tema Hoppípolla tema fue utilizado también por RTVE para una campaña de promoción interna de sus canales temáticos.

## Lista de canciones
1. "Takk..." (Gracias...) – 1:57
2. "Glósóli" (Sol resplandeciente) – 6:15
3. "Hoppípolla" (Saltando en charcos) – 4:28
4. "Með blóðnasir" (Con sangre en la nariz) – 2:17
5. "Sé lest" (Veo un tren) – 8:40
6. "Sæglópur" (Perdido en el mar) – 7:38
7. "Mílanó" (Milán) – 10:25
8. "Gong" (Gong) – 5:33
9. "Andvari" (Brisa) – 6:40
10. "Svo hljótt" (Con tanta calma) – 7:24
11. "Heysátan" (Montón de heno) – 4:09

## Créditos
- Jón Þór Birgisson - vocal, guitarra
- Kjartan Sveinsson - teclado
- Georg Hólm - bajo
- Orri Páll Dýrason - batería, percusión